# Sabine Hass
Sabine Hass (* 8. April 1949 in Braunschweig; † 17. Februar 1999 in Klagenfurt) war eine deutsche Opernsängerin (Sopran), die insbesondere als Wagner- und Strausssängerin internationale Erfolge feierte.

## Leben
Sabine Hass ist in München aufgewachsen. Bereits im Alter von 5 Jahren erhielt sie Violinunterricht von ihrem Vater, dem Kammermusiker Ernst Hass. Mit 16 Jahren begann sie ihr Gesangsstudium bei Karl-Heinz Lohmann in Berlin, das sie bei Esther Mühlbauer in München am Richard-Strauss-Konservatorium fortsetzte. 1970 debütierte Sabine Hass an der Staatsoper Stuttgart, der sie sieben Jahre als Ensemblemitglied angehörte. Anschließend war sie freiberuflich tätig.
Die Sopranistin gastierte an den großen Musikbühnen der Welt, in München, Berlin, Dresden,  Wien, London, Paris, Tel Aviv, Frankfurt/Main, Hamburg, Neapel, Turin, Lissabon, Salzburg, Rio de Janeiro u. a. m. 1991 bis 1994 sang sie bei den Bayreuther Festspielen die Senta in Der fliegende Holländer. An der Mailänder Scala brillierte sie 1983 als Elsa im Lohengrin und zwei Jahre später in derselben Partie an der New Yorker Metropolitan Oper.
Neben ihrer Bühnenpräsenz war Sabine Hass, die seit 1979 mit dem Opernsänger Artur Korn verheiratet war, eine vielgefragte Lied- und Konzertsängerin.

## Repertoire (Auswahl)
- Isolde, Tristan und Isolde[2]
- Färberin, Die Frau ohne Schatten
- Elisabeth, Tannhäuser
- Senta, Der fliegende Holländer
- Elsa, Lohengrin
- Sieglinde, Die Walküre
- Isabella, Das Liebesverbot
- Chrysothemis, Elektra
- Ariadne, Ariadne auf Naxos
- Aithra, Die ägyptische Helena
- Danae, Die Liebe der Danae
- Leonore, Fidelio
- 1. Dame, Die Zauberflöte
- Rezia, Oberon[3]

## Diskografie
- Wagner: Das Liebesverbot, Label: Orfeo d’or 1983
- Strauss: Die Frau ohne Schatten, Label: Teldec 1997